# انتونیو سولا
انتونیو سولا (انگلیسی: Antonio Sola؛ زادهٔ ۲۴ ژانویهٔ ۲۰۰۱) بازیکن فوتبال است.